# Michał z Turobina
Michał z Turobina, Michał z Lublina (zm. w 1534) – dziekan i kanonik łowickiej kapituły kolegiackiej, dziekan kurzelowskiej kapituły kolegiackiej, doktor dekretów.
W 1527 roku zapisał sumę 5060 złotych na ufundowanie kolegiaty w kościele św. Anny w Krakowie. Pochowany tamże.